# マラハイド城

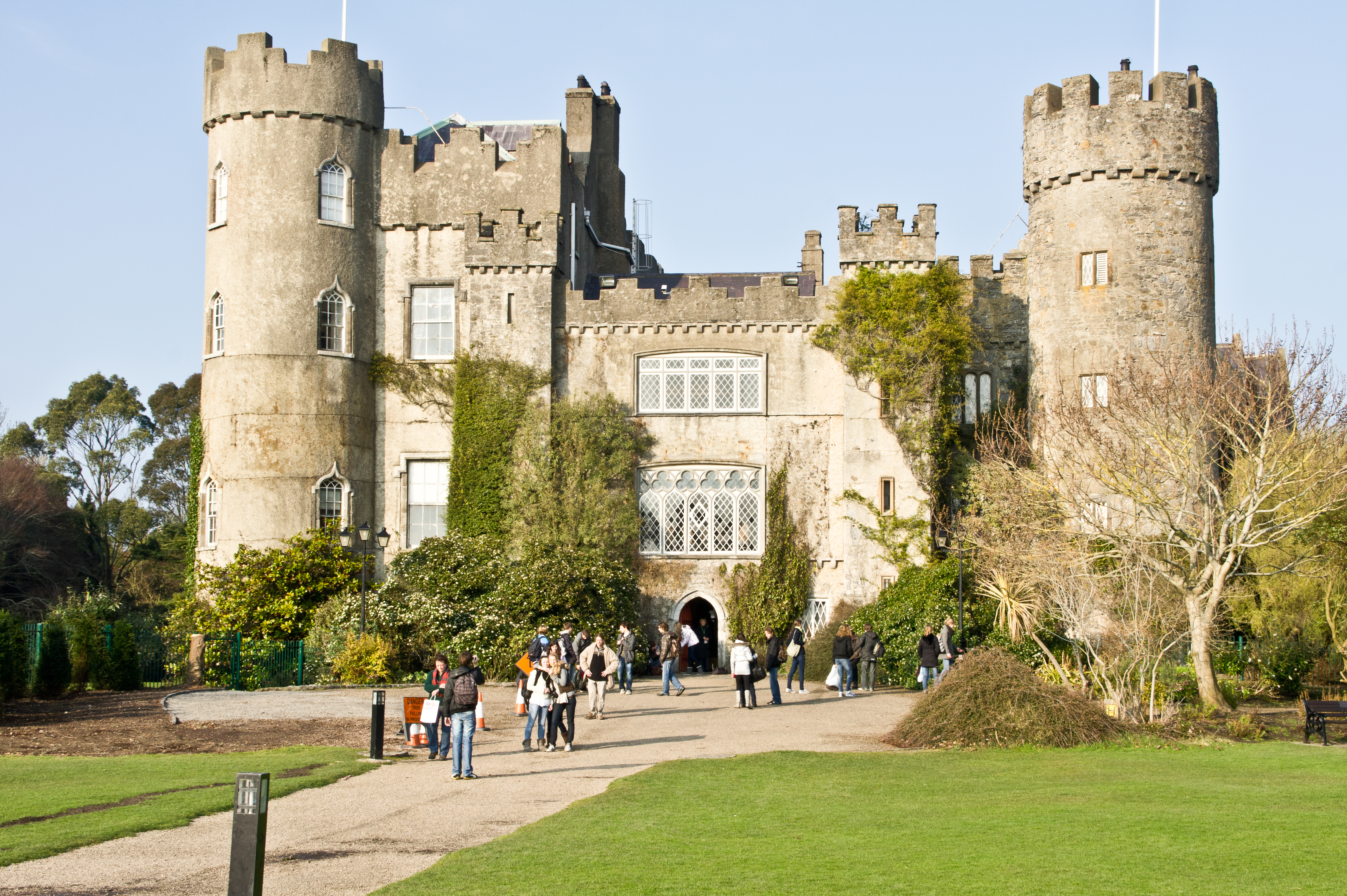
城館の正面外観

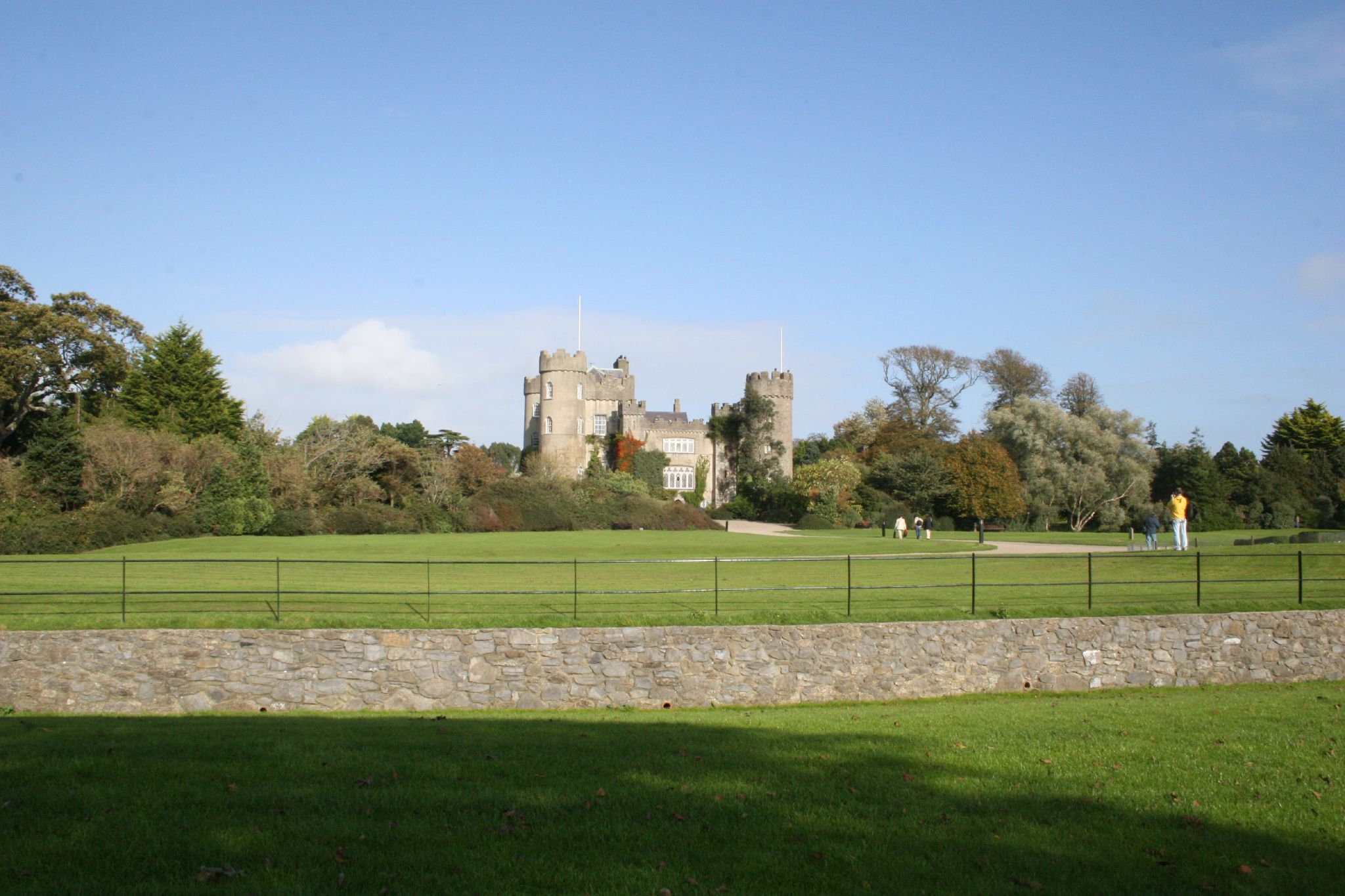
前景の空堀は装飾性を重視

マラハイド城（マラハイドじょう アイルランド語: Caisleán Mhullach Íde）はアイルランドのダブリン北郊にある城館。同名の村から9マイル (14 km) 離れ、その一部は12世紀に築かれた。現在の地所はマラハイド・デメスネ地域公園に組み込まれ、総面積260エーカー (1.1 km2) の緑地である。

## 歴史

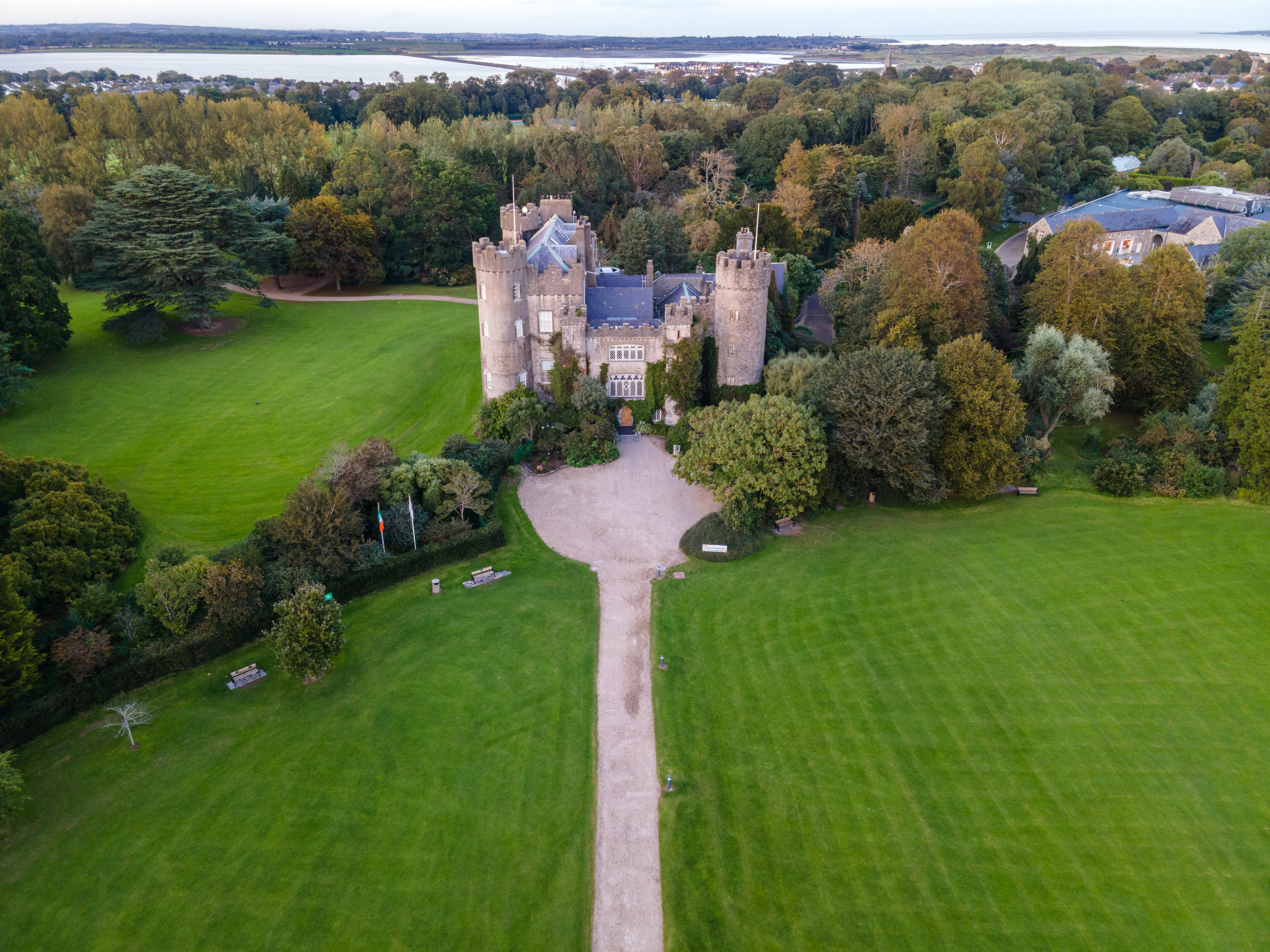
遠景に港を望む（2020年）

この地所の起源はアイルランド攻め（1174年）に加わったリチャード・タルボットという騎士がヘンリー2世から1185年に下賜された「マラハイドの領地と港」であり、城館の最も古い部分の築造年代は12世紀にさかのぼる。1185年から1976年にわたる791年間は、代々のタルボット家の住まいであった。ただし1649年と1660年の間のみアイルランド征服の恩賞として、オリバー・クロムウェルがマイルズ・コーベットに授けている。クロムウェルが没するとコルベットは絞首刑にされ、城はタルボット領に戻った。1765年、エドワード4世の治世に塔を増築するなど城館を大幅に拡張している。
ボイン川の戦闘の日は、大広間の朝食に顔を揃えた領主の家族14名全員が日没までに落命、あるいは1774年まで領主一門が国教会にそむいてローマカトリック教徒であり刑法に触れたものの、地所は分断されることはなかった。

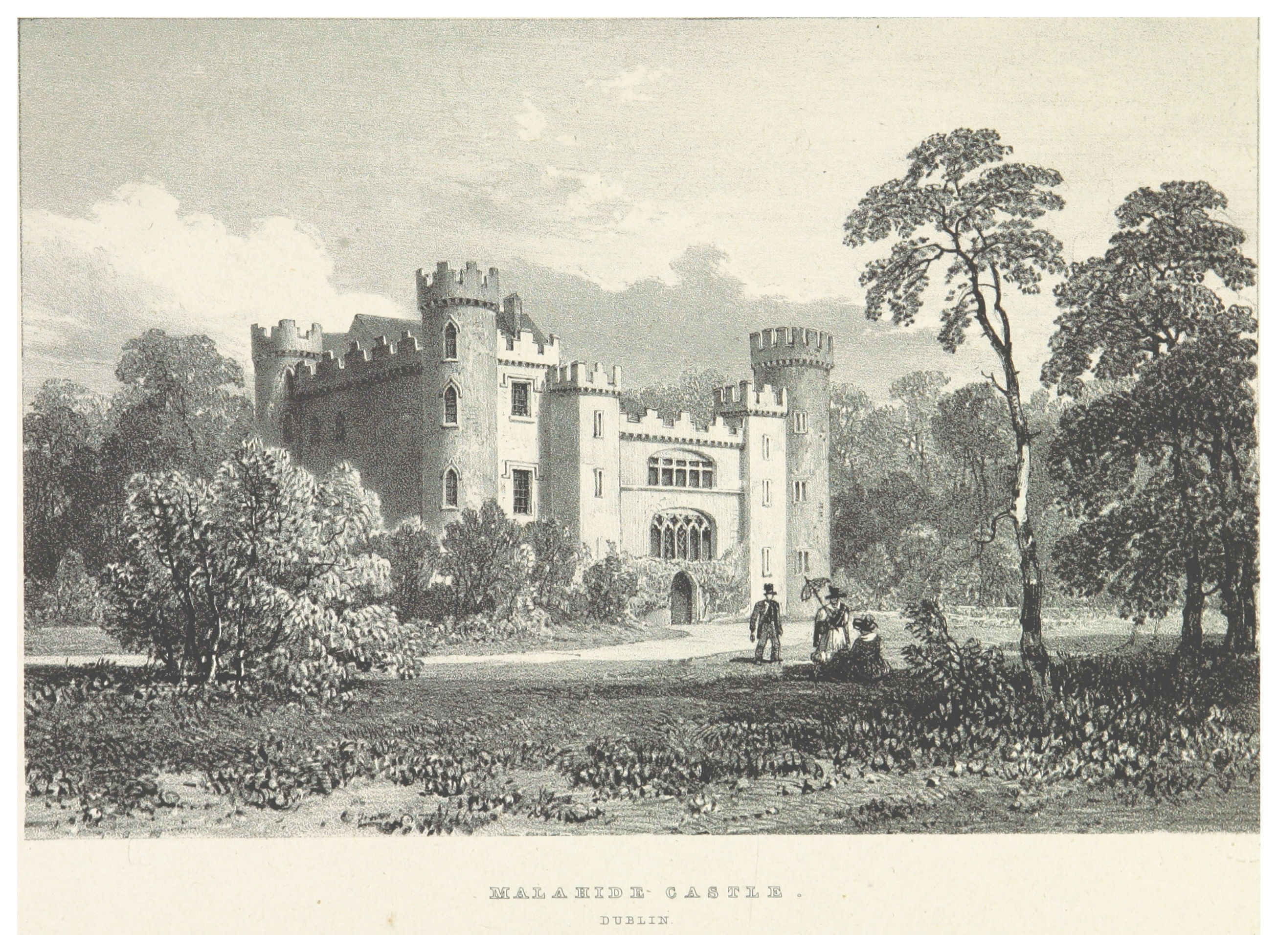
19世紀半ばの出版物より。『Newenham』 (1830年)

第一次世界大戦中の1918年、敷地内に設けた飛行船係留基地にウェールズからRNAS所管の飛行船が転配され、アイリッシュ海で対潜水艦作戦にあたった。1919年以降も配備を続ける計画は、終戦により実現していない。
法律家で作家のジェイムズ・ボズウェル（1740年-1795年）の未発表原稿が城で発見された1920年代、ボズウェルのひ孫にあたるタルボット卿の手からアメリカの蒐集家ラルフ・H・イシャムが買い取る。後に譲渡されたイェール大学はボズウェルの日記・書簡集を分冊として書籍化し、人気の出版物となる。またイシャムは直後に見つかった第2の手稿類も購入している。
この城と地所の最後の後継ぎであった第7代タルボット男爵が没すると妹のローズが1973年に継承し、1975年に相続税を支払うためという名目でアイルランド政府に売却した。家財の大部分、特に家具はすでに手放してあったことから世論を騒がせたものの、民間の篤志と政府関係機関の手で一部を買い戻すことに成功した。

## 見学

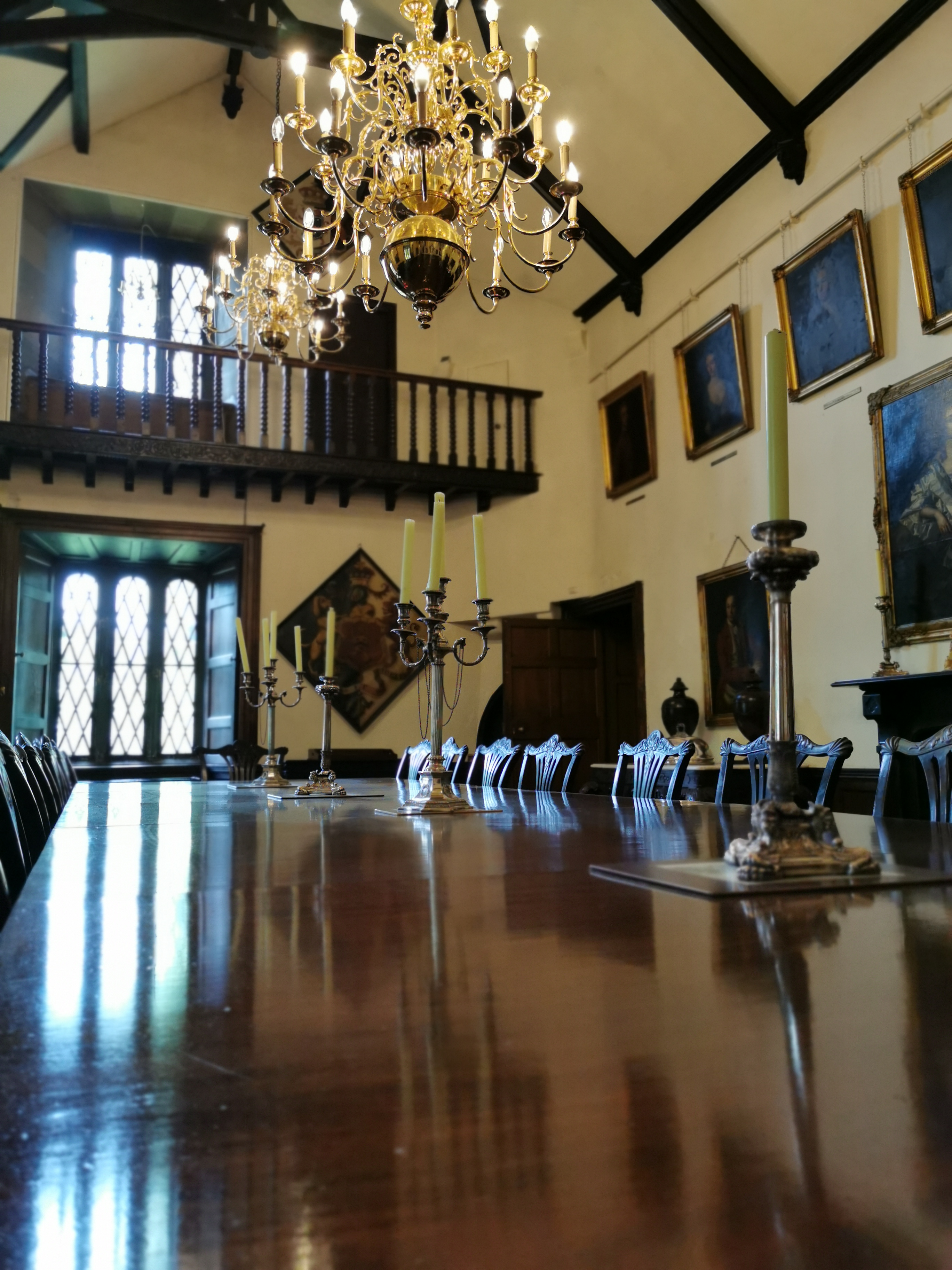
城館の内部（2019年）

地所と付属物の総管理者であるフィンガル市議会の協賛を得て、ダブリン・ツーリズム社は長年にわたり、城と付帯施設を観光資産として運営した。現在の運営提携者はシャノン・ヘリテージ社であり、同社は特にショップやカフェをアボカ手織社などに業務委託している。
城館の内部はガイド付き見学会に限定して有償で公開される。また有名なゴシック様式の大ホールは宴席用に貸し切りが利用可能。城で最も有名な部屋の「オークルーム」に加え、前述の大ホールにはタルボット家歴代のありさまを展示する。城の背面に中庭があり、カフェのほか工芸品店他の小売施設を置く。家族づれなら、5人乗りの足踏み式ゴルフカートをレンタルして公園を一周したり、本格的な遊具ほかがそろった遊び場、木立の中の散歩道など子供が喜ぶエリアがある。

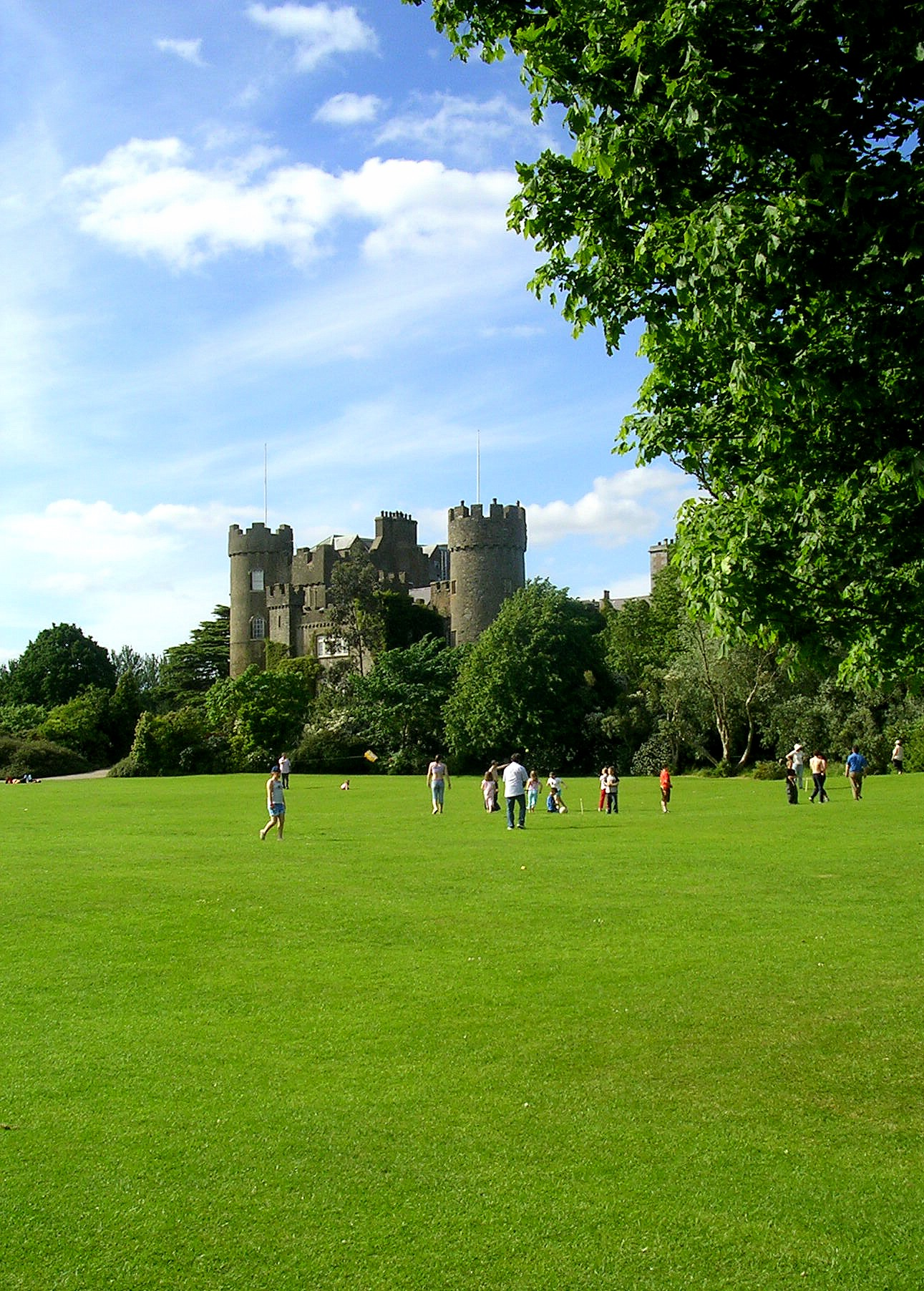
広大な芝生公園に囲まれて立つマラハイド城

タルボット植物園は城の裏手にあり、草木と芝生の植栽を数ha にほどこし、壁をめぐらした1.6 ha のキッチン庭園、ビクトリア朝の温室を含むガラス温室7棟がある。南半球のチリとオーストラリアから多くの植物標本が紹介された。庭園の植物群は、20世紀半ばに第7代マラハイド男爵ミロが情熱を傾けたものである。
この地所は18世紀に修景された公園として、現存する数少ない例のひとつでもある。木々を周囲に植え、城を囲む広い芝生地ほか公園の利用は無料で、出入り口は多く駐車場は広い。
森の散歩道や「運動用のトレイル」という区間に加えて公園はスポーツ施設をそなえ、クリケットとサッカーのピッチ数面、ゴルフコースは9ホール各パー3で、パターゴルフコースは18ホールをかまえる。テニスコートとブール施設もある。
体育館はゴルフ施設に隣接し、その通り道でもあり、カフェ他の施設も営業する。
城の近くに広大な子どもの遊び場が設けてある。
城の近くから鉄道駅まで、季節限定の路面電車を循環運行する。城と沿岸部を結ぶバスツアーは始発のマラハイド城前から毎日2回出発、終点はハウスである。

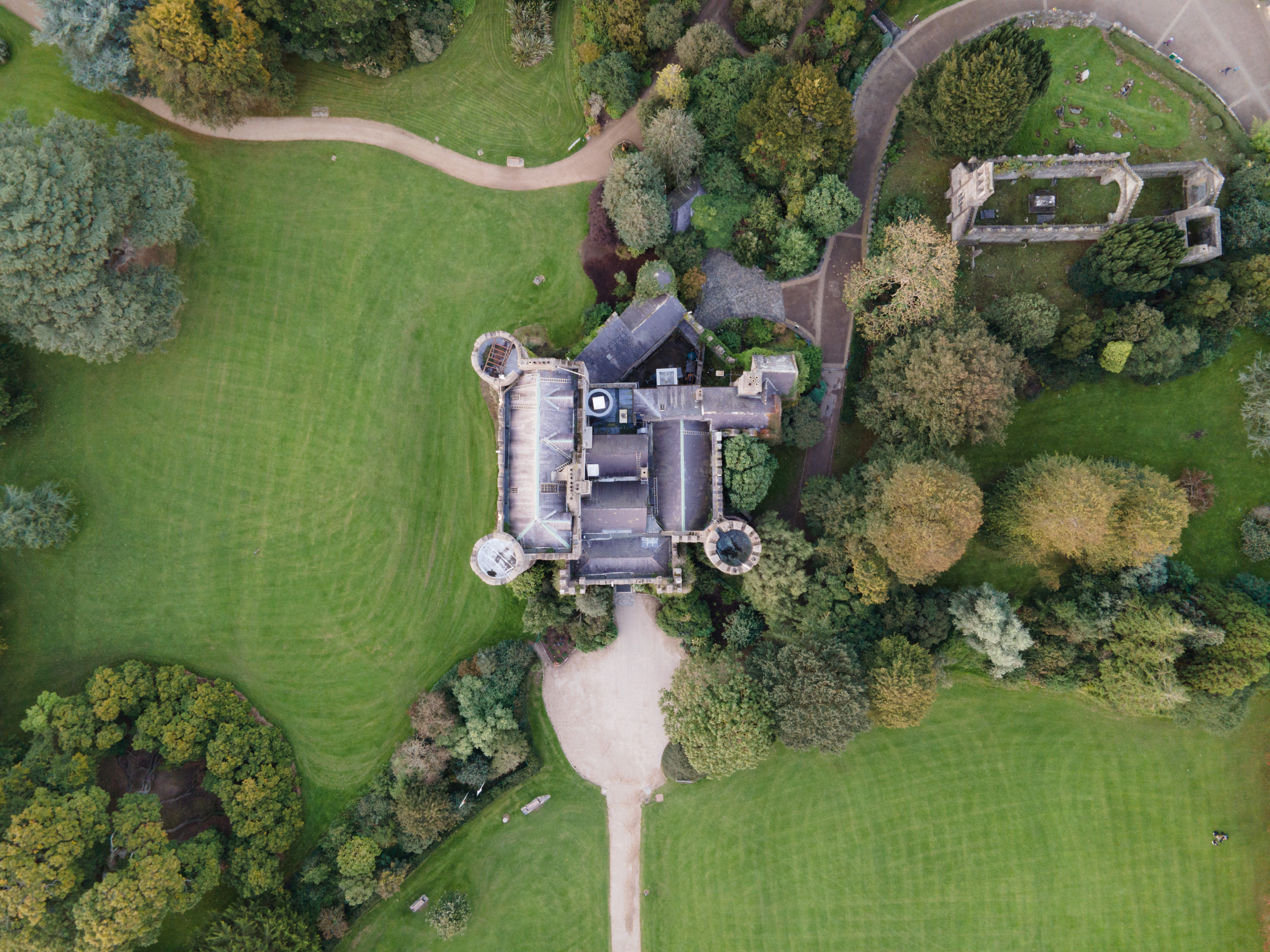
上空から見た現存する城館と遺構の配置（右）（2020年）

### 展示施設
公園は2010年から2011年にかけて新しい管理体制の準備のため閉鎖され、その期間、以下の主要な展示2件は会場を移設した。そのうち1件は再開、もう1件は他所からの復帰を保留している。
タラ宮殿子ども博物館はかつてこの城内にあり、2011年にエニスケリー近くのパワーズコート邸へ移設。
フライ模型鉄道（Fry Model Railway）は1988年から2010年まで当地に敷設された。2018年3月年現在、鉄道駅近くに移転計画が持ち上がり、旧マラハイド男爵家の狩猟用別邸を復元したカジノを転用、2019年から公開を再開する予定であった。

## クリケット競技場
レディー・エイカー広場にある競技場はクリケット専用で、マラハイド・クリケットクラブの本拠地である。またオーストラリア、イングランド、パキスタンなどのチームと国際試合も行ってきた。2013年9月の試合では、観覧席と観客用の屋内施設を仮設して1万人超を集め、アイルランド島の観客動員記録を築いた。

## コンサート会場
2007年の夏、フィンガル市議会はこの城の敷地をコンサート会場に利用する許可を出し、同年はアークティック・モンキーズ、P!NK、ジョー・コッカー、アル・グリーン、ベルX1などのライブが開かれた。翌2008年にはニール・ヤング、レディオヘッド、またエリック・クラプトンはギグに参加した。プリンスは2011年7月30日に当地で演奏している。
2017年の夏、さらに2つのバンドが会場で演奏し、収容人数は2万人を数えた。バンドアーケイ・ファイアが「Everything Now」ツアーの会場に使い、その翌日は The 1975 が出演している。
2018年6月に出演したアーティストにはシックとナイル・ロジャースの競演、リアム・ギャラガー、ゴリラズ、コーダラインおよびLCDサウンドシステムほかがある。
2019年6月は前年比で貸出期間を伸ばし、ここでコンサートを開いたアーティストは増えた。スノウ・パトロールの翌日がザ・キュアー、第2週の金曜日・土曜日にマムフォード・アンド・サンズのコンサートで、日曜日はノエル・ギャラガーズ・ハイ・フライング・バーズが演奏した。第3週の金曜日はジョージ・エズラ、土曜日はラナ・デル・レイのライブがあった。

## ボーイスカウト運動
ボーイスカウトアイルランド連盟は2021年7月から8月にかけ、第16回国際スカウト・ムートのベースキャンプを城の敷地内に置くと発表したのち、世界的なパンデミック対策として2022年への日程延期を正式に公表している。

## 外部リンク

マラハイド城の模型（3D動画）

## アクセス
正面入り口はマラハイド通りに面し、マラハイド村側からも道が通じている。ダブリンバス42番、102番、142番系統は公園の片側にバス停があり、また城がある端はアイルランド国鉄ダブリン高速輸送のマラハイド駅に近い。